# Каменське (Липецька область)
Каменське (рос. Каменское) — село у Єлецькому районі Липецької області Російської Федерації.
Населення становить 1351  особу. Належить до муніципального утворення Федоровська сільрада.

## Історія
З 13 червня 1934 до 26 вересня 1937 року у складі Воронезької області, у 1937-1954 роках — Орловської області. Відтак входить до складу Липецької області.
Згідно із законом від 2 липня 2004 року №114-оз органом місцевого самоврядування є Федоровська сільрада.

## Населення
| 2008 | 2010  |
| ---- | ----- |
| 1312 | ↗1351 |